# Delphos (Ohio)
Pour les articles homonymes, voir Delphos.
Delphos est une ville des comtés d'Allen et Van Wert, dans l'État américain de l'Ohio.

## Géographie

### Situation
Delphos est située à 40°50′40″ de latitude Nord et 84°20′22″ de longitude Ouest. Selon le Bureau du recensement des États-Unis, la ville a une superficie totale de 7,5 km2, entièrement terrestre.
La ville de plus de 50 000 habitants la plus proche est Fort-Wayne (Indiana), à 71,1 km à l'Est-Nord-Est. La ville de plus de 1 million d'habitants la plus proche est Chicago (Illinois), à 300 km à l'Est-Nord-Est.

### Transports
Delphos est desservie par la route U. S. 30 et traversée par la route nationale Lincoln, qui est la première route nationale transcontinentale. Il y a 16 ponts dans la municipalité, pour une longueur totale de 17 mètres. Le trafic quotidien moyen sur ces derniers est de 30 866 véhicules, dont 1 165 poids lourds. Les deux ponts les plus récents ont été construits dans les années 1990.
La ville possède un aérodrome, le Youngpeter Airport, avec une piste. Cinq avions y sont basés, en 2009 : un planeur Schleicher ASW-15 de 1972, trois monomoteurs, un DeHavilland Tiger Moth DH-82C de 1963, un Cessna 120 de 1947 et un Cessna T206H de 1999, ainsi qu'un biturbopropulseur Cessna 425 de 1981.

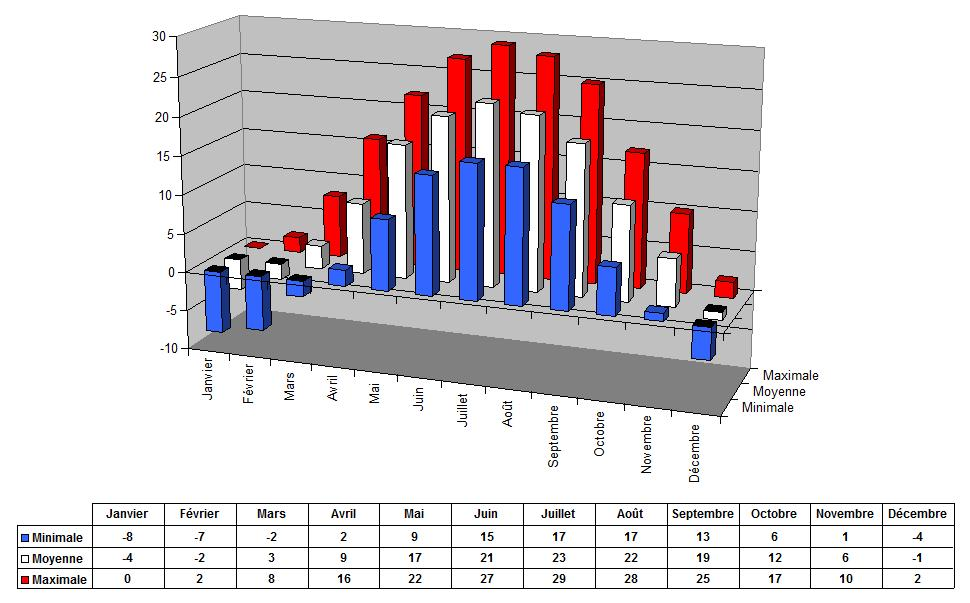
Températures

### Climat

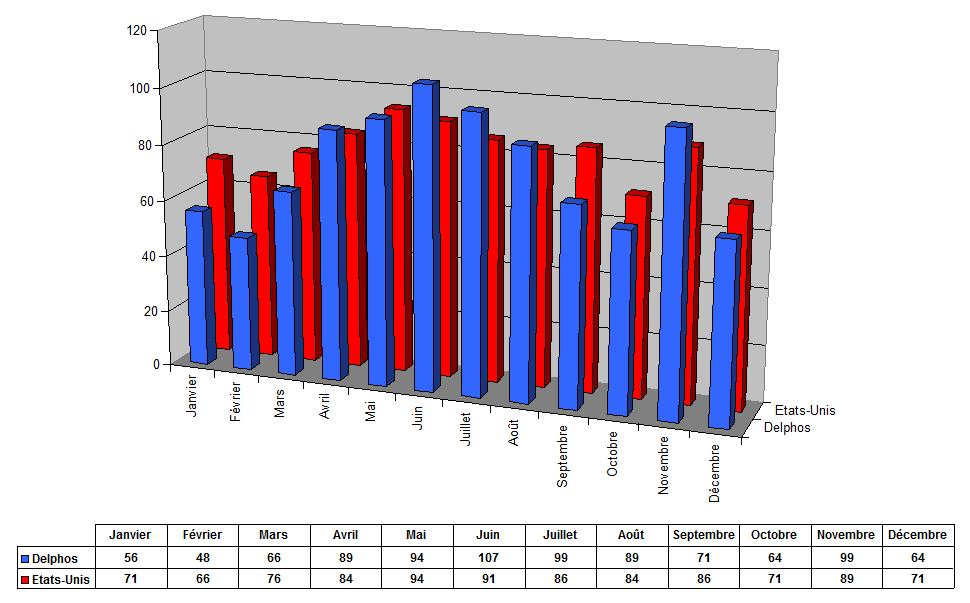
Pluviométrie, en mm

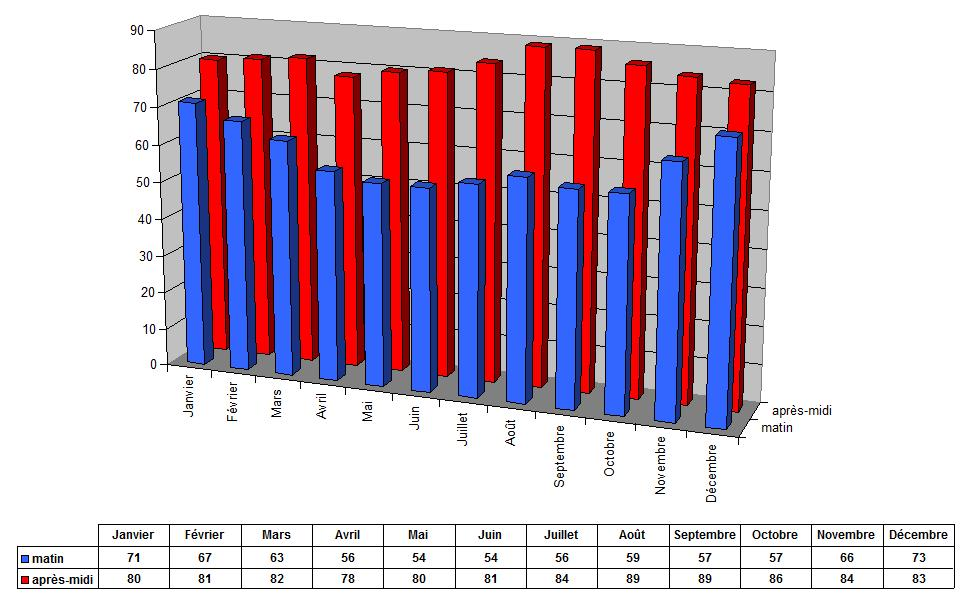
Hygrométrie, en %

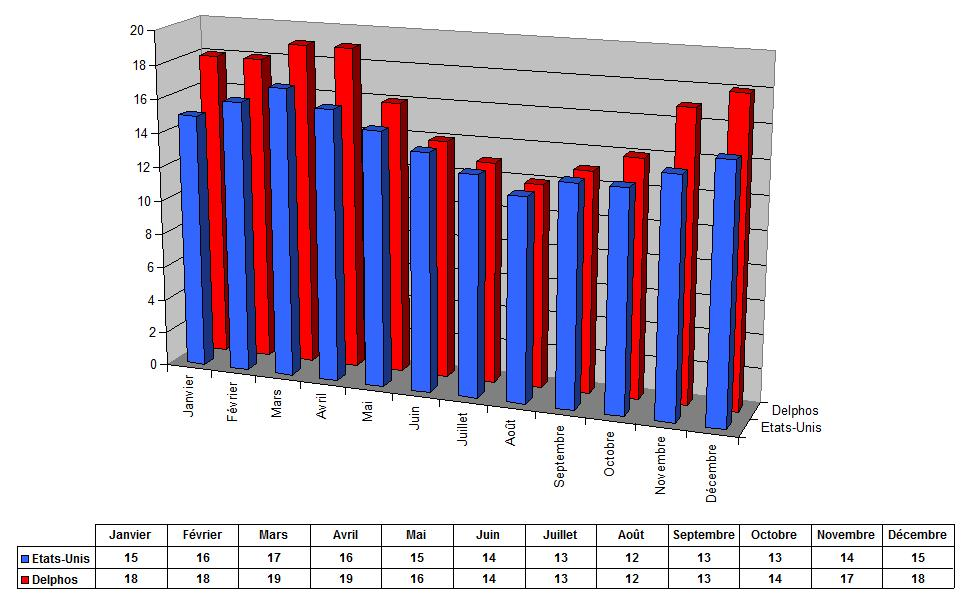
Vitesse du vent, en km/h

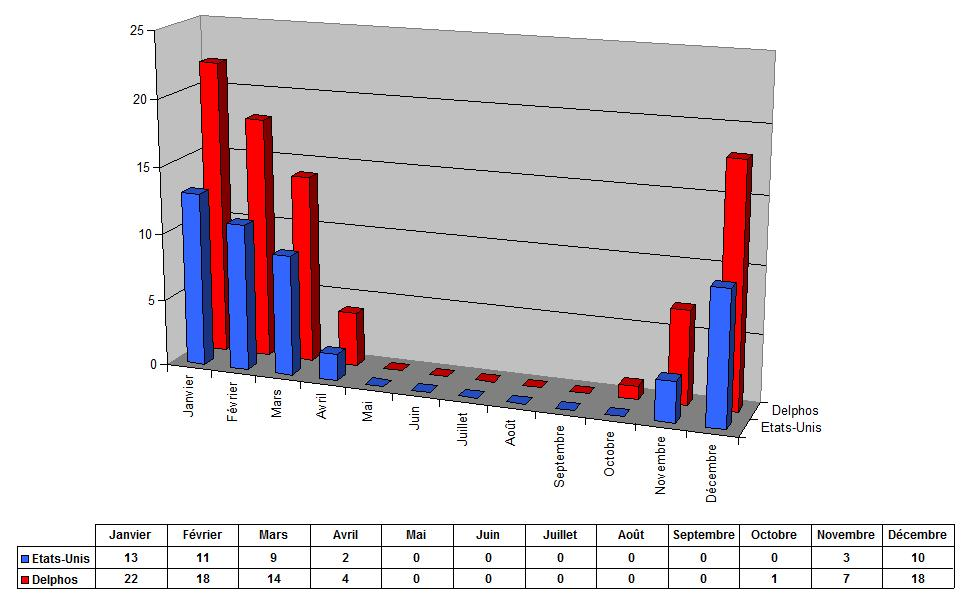
Chutes de neige, en cm

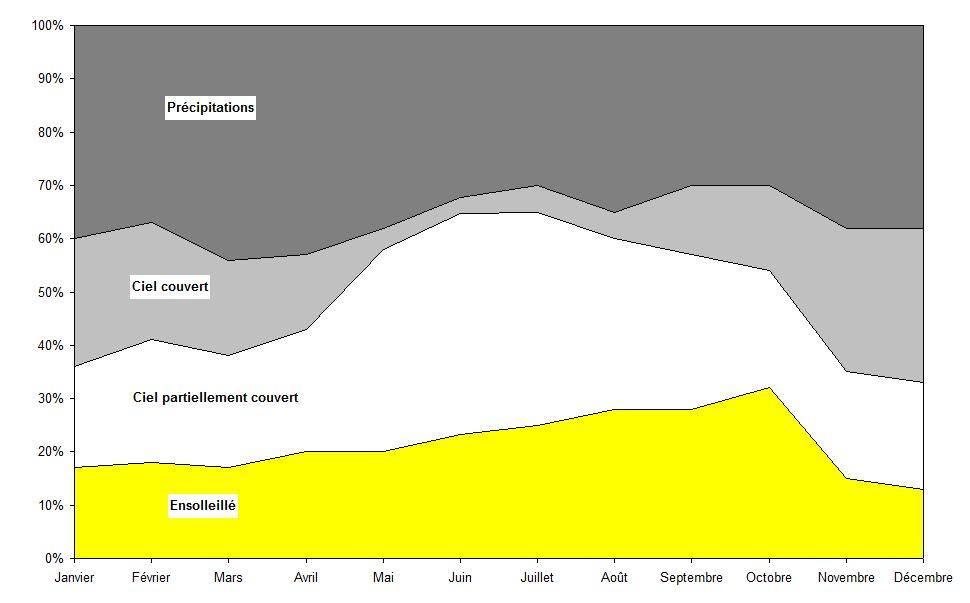
Couverture nuageuse

Le climat de Delphos est plus froid que la moyenne américaine. Le mois le plus froid est celui de janvier, le plus chaud, celui de juillet. Il y pleut légèrement moins (950 mm par an) que dans le reste du pays (970 mm par an). Le mois de décembre est humide. Les mois les plus venteux sont mars et avril. Il neige plus à Delphos (84 cm par an) que la moyenne américaine (48 cm par an). Le mois le plus ensoleillé est celui d'octobre.

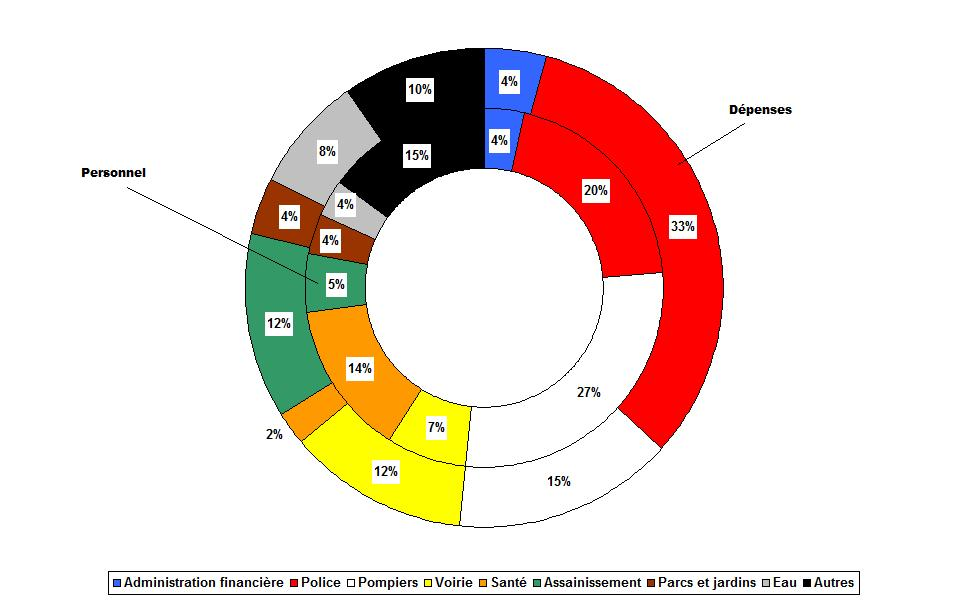
Administration municipale et dépenses de personnel (mars 2007)

## Administration
Le maire de la ville est Michael Gallmeier[Quand ?].
Le code postal est 45833 et le code de zone 419.
En mars 2007, la ville compte 114 employés, dont 64 à temps partiel. Les dépenses de personnel s'élèvent à 2 231 688 $ par an (1 487 840 € par an). En 2002, elles s'élevaient à 2 006 000 $ (1 337 000 €). Le salaire mensuel moyen d'un employé est de 3 719,5 $ (2 480 €) pour un temps plein et 1 710,5 $ (1 140,7 €) pour un temps partiel.

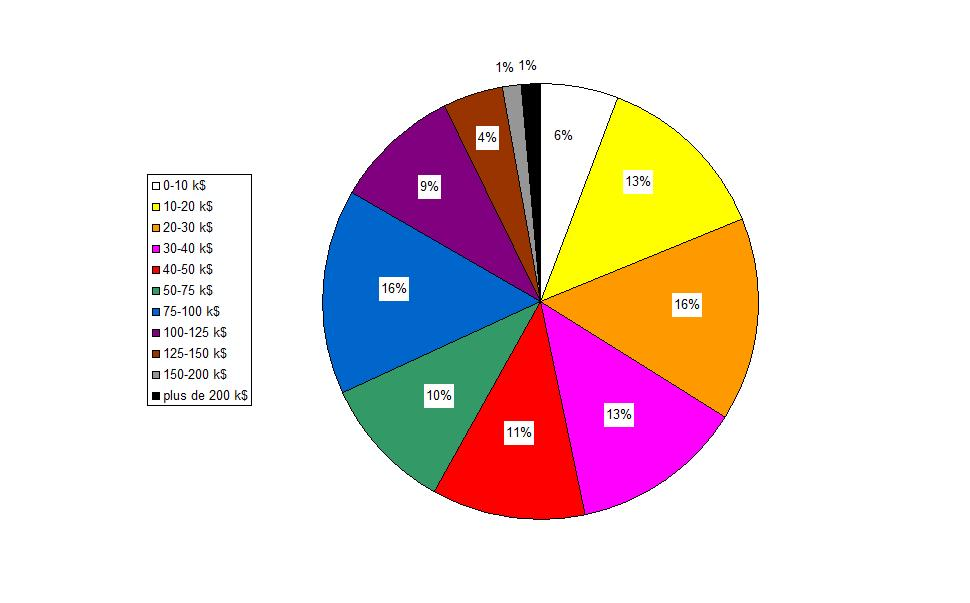
Distribution des revenus des foyers en 2007.

| Service                   | Nombre d'employés à plein temps | Nombre d'employés à temps partiel | Dépense annuelle de personnel |
| ------------------------- | ------------------------------- | --------------------------------- | ----------------------------- |
| Administration financière | 2                               | 2                                 | 105 288 $ (70 218 €)          |
| Police                    | 18                              | 5                                 | 805 440 $ (537 120 €)         |
| Pompiers                  | 7                               | 25                                | 372 864 $ (248 655 €)         |
| Voirie                    | 8                               |                                   | 300 516 $ (200 407 €)         |
| Santé                     |                                 | 16                                | 53 112 $ (35 412 €)           |
| Assainissement            | 6                               |                                   | 309 516 $ (206 409 €)         |
| Parcs et jardins          | 2                               | 2                                 | 100 740 $ (67 188 €)          |
| Eau                       | 4                               |                                   | 187 968 $ (125 362 €)         |
| Autres                    | 3                               | 14                                | 242 556 $ (161 777 €)         |

## Économie

### Emploi
Le revenu annuel médian d'un foyer de la ville est, en 2007, de 42 540 $ (28 623 €) (35 817 $, soit 24 092 € en 2000). Ce revenu est inférieur au revenu annuel médian pour l'ensemble de l'Ohio, qui s'élève, à la même date, à 46 597 $ (31 353 €). Celui d'une famille est, en 2000, de 44 385 $ (29 855 €). Les hommes ont un revenu annuel médian de 32 917 $ (22 141 €), les femmes, de 21 124 $ (14 209 €). Le revenu par tête, sur l'ensemble de la ville, est, en 2007, de 20 227 $ (13 610 €) (16 380 $, soit 11 018 € en 2000). La valeur correspondante pour l'ensemble de l'Ohio, est sensiblement plus élevée : 24 581 $ (16 540 €). 5,6 % des familles et 6,8 % de la population vivent en dessous du seuil de pauvreté (à comparer avec le reste de l'État, où 10,6 % de la population sont en dessous du seuil de pauvreté). C'est le cas de 7,5 % des moins de 18 ans, et de 6,6 % des plus de 64 ans. 3,3 % des habitants sont en dessous de la moitié du seuil de pauvreté (4,8 % dans l'Ohio).

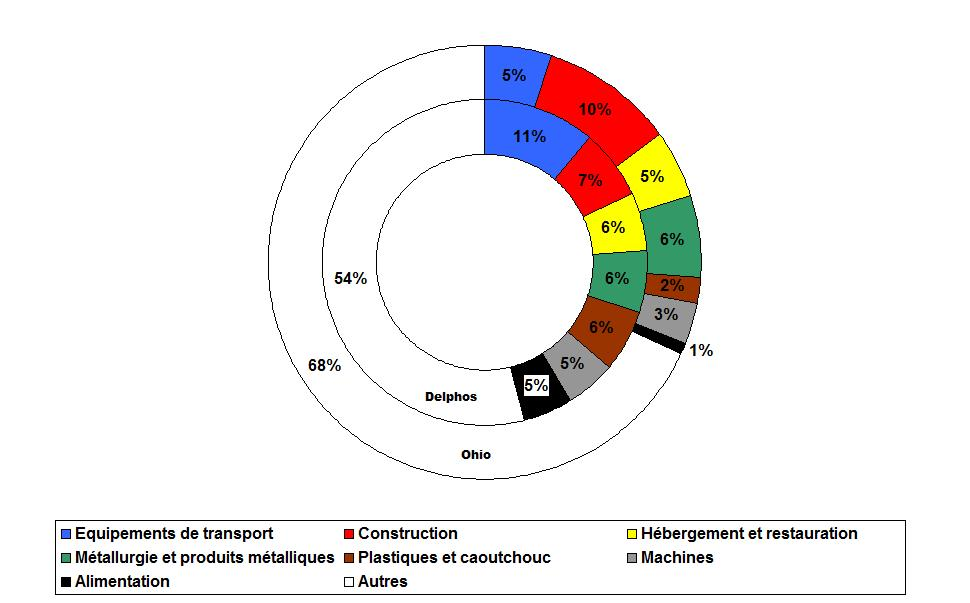
Principaux secteurs d'activité de la population active masculine (2009).

En 2009, le taux de chômage est de 3,7 %.Le coût de la vie est faible, à Delphos (indice 75,6, contre 100 pour l'ensemble des États-Unis). La durée moyenne du trajet domicile-travail est, en 2009, de 19,3 minutes (moyenne nationale : 26 minutes). 527 personnes travaillent en dehors de la ville (7,6 % de la population). 1 307 habitants travaillent dans la ville (38 % de la population).

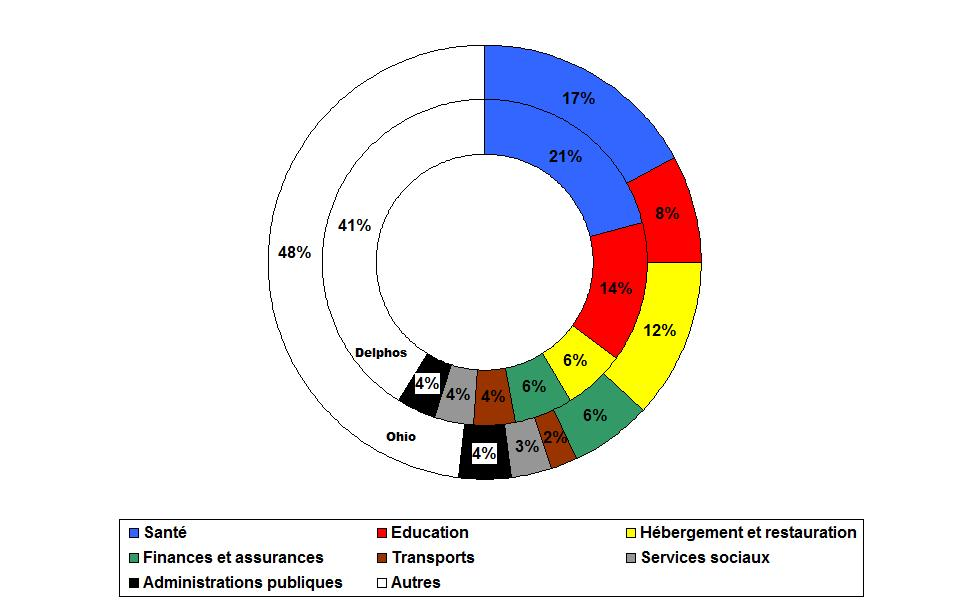
Principaux secteurs d'activité de la population active féminine (2009).

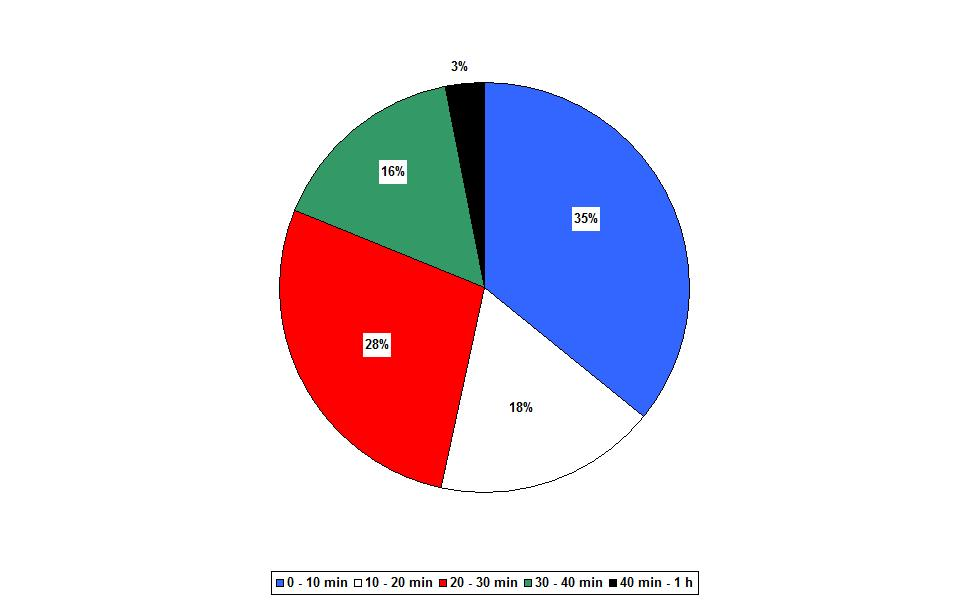
Durée du trajt domicile - travail (2009).

Les transports, la métallurgie, la plasturgie et l'alimentation sont d'importants employeurs pour les hommes, alors que les secteurs de la santé et de l'éducation concentrent plus d'un tiers des emplois féminins en 2009. Les emplois les plus courants, chez les hommes, sont : métallurgistes, plasturgistes, électriciens, mécaniciens et conducteurs. Chez les femmes, ce sont ceux de secrétaires, assistantes administratives et infirmières.

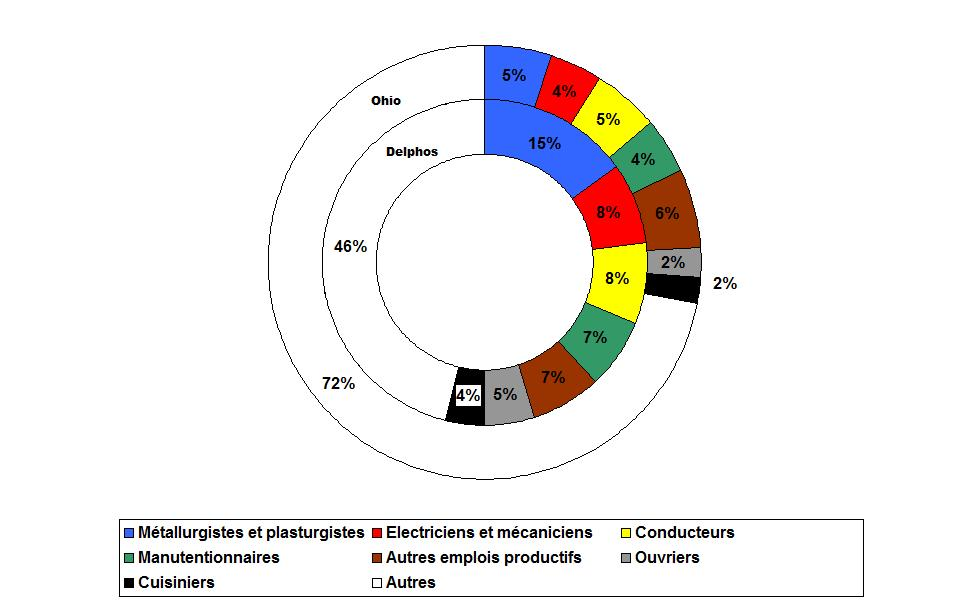
Principaux emplois de la population active masculine (2009).

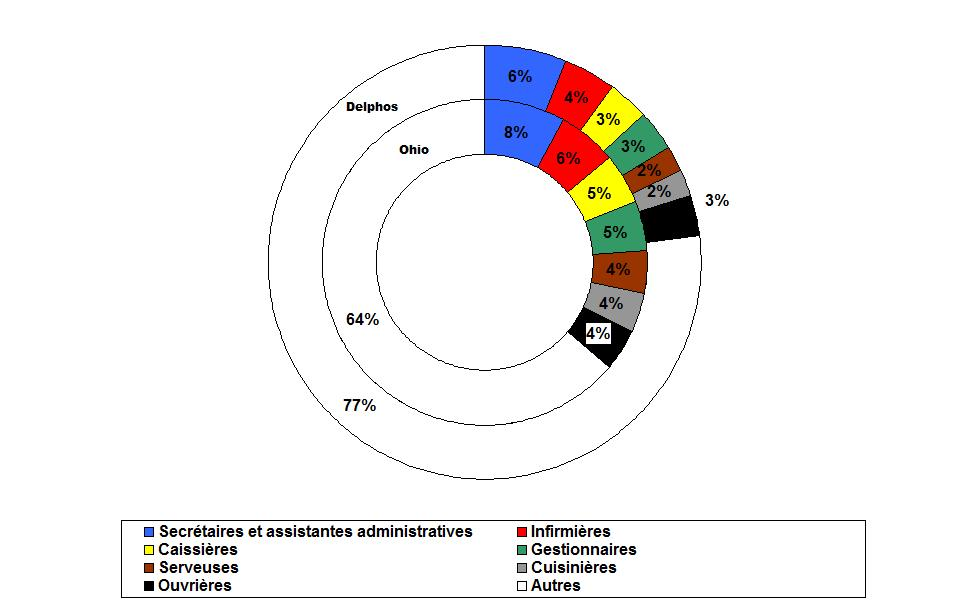
Principaux emplois de la population active féminine (2009).

Delphos compte trois banques. La succursale de l'Union Bank Company a été fondée le 1er janvier 1893, celle de la U.S. Bank National Association le 1er janvier 1889 et celle de la First Financial Bank le 15 août 1983.

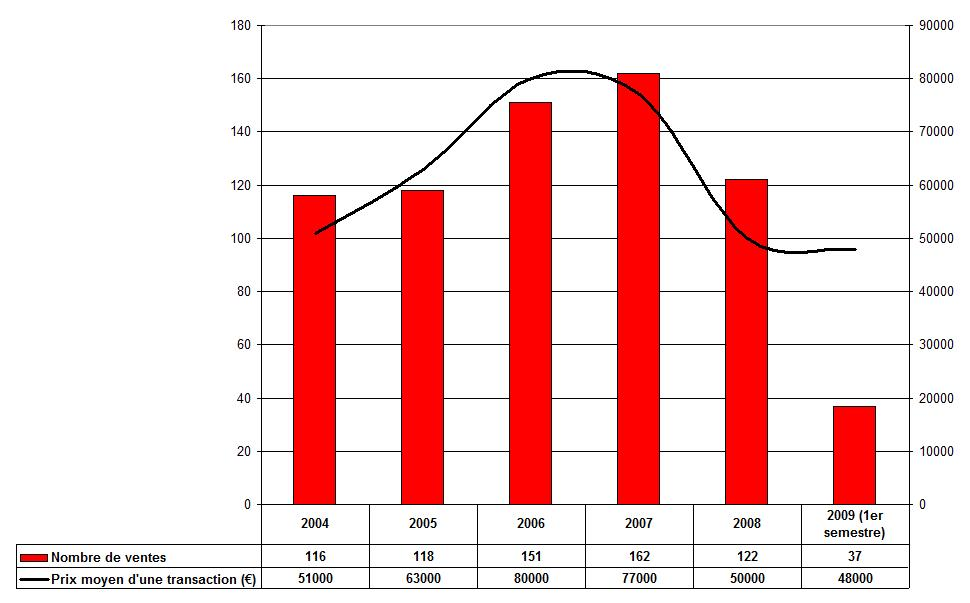
Évolution du marché immobilier, sur la période 2004-2009.

### Logement
Delphos compte, en 2000, 2 906 unités d'habitation, soit une densité de 387/km². Il y en avait 2 300 en 1970.

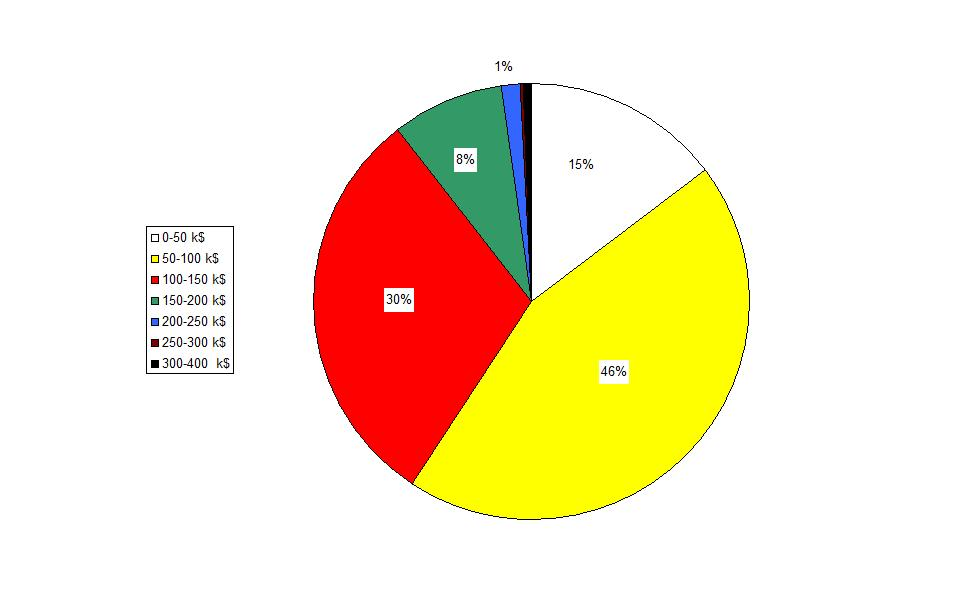
Répartition des habitations de Delphos (Ohio - États-Unis) selon leur valeur, en 2007.

La valeur médiane d'un appartement est, en 2007, de 89 753 $ (60 391 €), contre 68 700 $ (46 200 €) en 2000. C'est beaucoup plus faible que pour le reste de l'État, où la valeur médiane en question s'élève à 137 800 $ (92 700€). Pour l'ensemble des logements, la valeur moyenne s'établit, en 2007, à 94 713 $ (63 728 €). Une maison individuelle vaut, en moyenne, 102 277 $ (68 818 €), une maison mitoyenne 45 421 $ (30 562 €) et un mobil-home 14 968 $ (10 071 €). En 2000, la taxe d'habitation moyenne s'élevait à 701 $ (1 271 $, pour l'ensemble de l'Ohio).

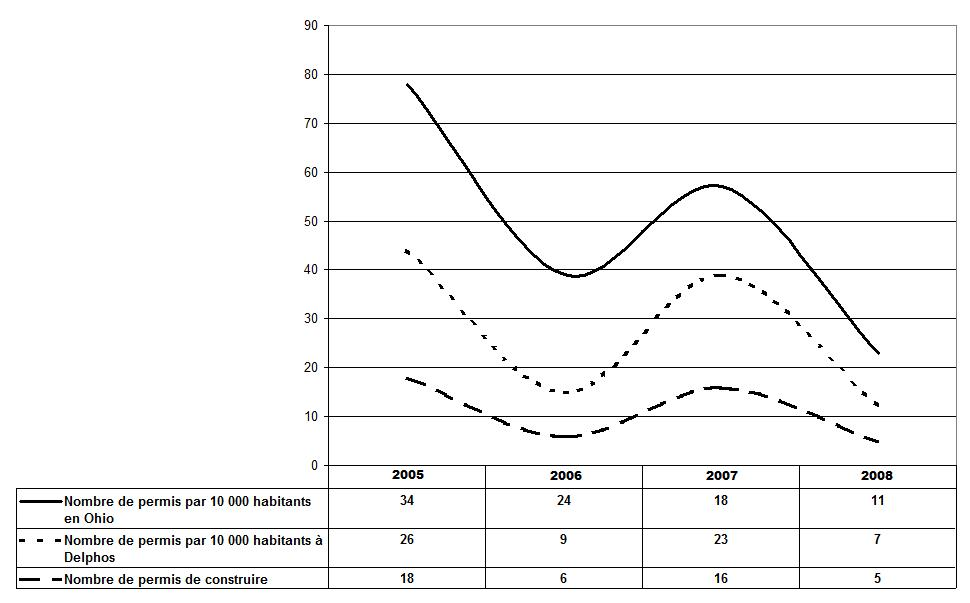
Permis de construire sur la période 2005-2008.

En 2000, le loyer moyen s'élevait à 347 $ et les remboursements d'emprunts, pour les propriétaires, à 723 $.

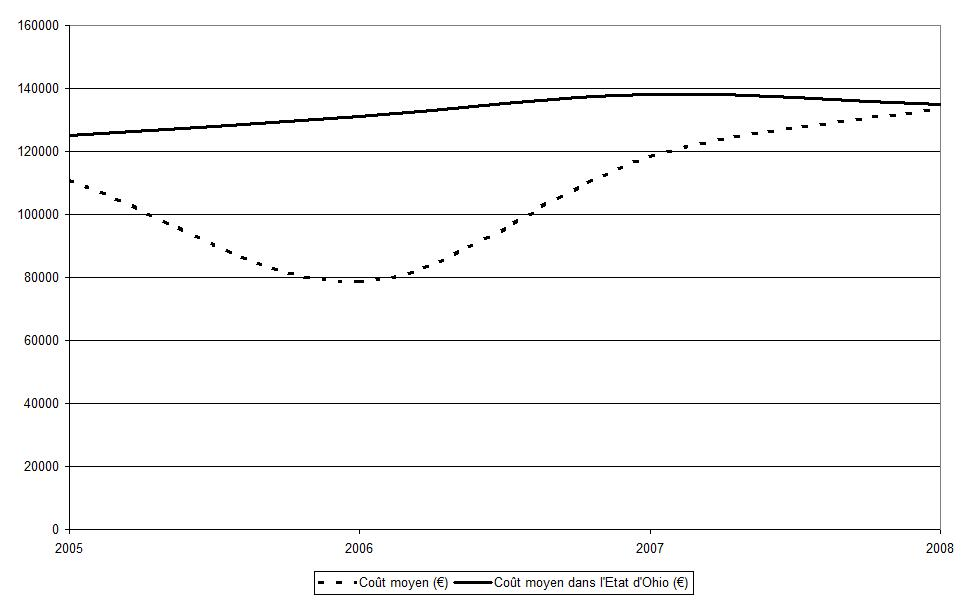
Évolution du coût de la construction sur la période 2005-2008.

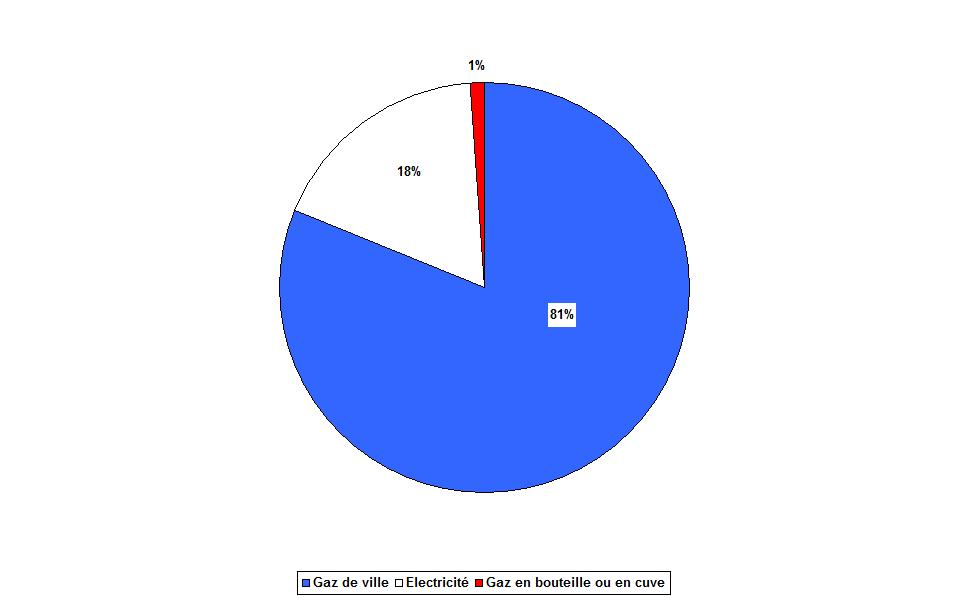
Répartition des sources d'énergie à usage domestique, en 2009.

Les logements comportent en moyenne 6,2 pièces (5,7, en moyenne, dans l'ensemble de l'Ohio), et sont âgés de 54 ans (47 ans pour l'ensemble de l'État). 80 % des foyers sont propriétaires de leurs logement (67 %, en moyenne, dans l'Ohio). La principale source d'énergie domestique est le gaz de ville.

## Éducation
Delphos compte trois écoles élémentaires, un collège et deux lycées ("high schools").
Les trois écoles élémentaires sont Franklin (publique, 431 élèves en 2009), Landeck (publique, 113 élèves en 2009) et Saint Jean (privée, 718 élèves en 2009). Le collège public Jefferson avait 223 élèves en 2009.
Le lycée Jefferson accueille, en 2009, 383 élèves, des grades 8 à 12. 57 % des élèves sont des garçons, 43 % des filles. Il y a 23 enseignants, soit un ratio de 1 enseignant pour 17 élèves (moyenne de l'Ohio : 1 enseignant pour 18 élèves). 99 % des élèves sont des Blancs (contre 74 % en moyenne dans l'ensemble de l'État).
| Grade | Nombre d'élèves |
| ----- | --------------- |
| 8     | 3               |
| 9     | 95              |
| 10    | 94              |
| 11    | 105             |
| 12    | 86              |

Parmi les établissements scolaires de la ville de Delphos, le lycée Jefferson se distingue par la participation de son équipe sportive, les "Chats sauvages", à la Conférence du Nord-Ouest. Celle-ci est un groupe sportif, reconnu par l'Association athlétique des lycées de l'Ohio (OHSAA), qui comprend aussi les "Bouledogues" d'Ada, les "Mustangs" d'Allen Est, les "Pirates" de Blufton, les "Bouledogues" de Columbus Grove, les "Chevaliers" de Convoy Crestview, les "T-birds" du Lycée central catholique de Lima, les "Lanciers" de Lincolnview, les "Panthères" de Paulding et les "Petits pandas" de Spencerville.
Le lycée Saint Jean de Delphos détient treize titres de champion de l'Ohio, dans les sports d'équipe : cinq en football américain (1997, 1998, 1999, 2005 et 2008), cinq en basket-ball féminin (1977, 1979, 1980, 1987 et 2002) et trois en basket-ball masculin (1949, 1983 et 2002). Le lycée a également obtenu des titres individuels ou lors de rencontres, en golf et en athlétisme. Les "Geais bleus" conservent le record de l'Ohio du plus grand nombre de victoires consécutives en football américain, avec 57 succès entre le 1er novembre 1996 et le 17 novembre 2000. Le lycée Saint Jean est membre de la Conférence athlétique du Midwest, une des fédérations les plus puissantes de l'Ohio dans de nombreux sports. Il accueille 314 élèves en 2009.
Delphos comporte également une institution privée, l'Académie de l'héritage chrétien, qui reçoit 12 élèves, de l'école primaire au lycée.
L'université la plus proche est l'Universié du Nord de l'Ohio, à Ada, à 45 km.
La population de Delphos compte 84,2 % d'habitants ayant poursuivi des études jusqu'au lycée, 8,7 % ayant un diplôme de niveau au moins égal à une licence et 2,6 % ayant un diplôme professionnel. L'ensemble de la commune compte 1 180 élèves. Le taux de réussite aux examens est de 96 % (93 % en moyenne dans l'Ohio).

## Histoire
Delphos est fondée au milieu du Grand Marais noir (Great Black Swamp, en anglais), en 1844, par le révérend John Otto Bredeick et son frère Ferdinand Bredeick, tous deux originaires de Verl, en Allemagne. La communauté devient une municipalité de plein droit en 1851. La ville connait rapidement la prospérité, grâce à sa situation sur le canal Miami et Erié, qui la relie à Toledo et Cincinnati. Le canal traverse la municipalité sur 3 km.
Le 1er janvier 1883, Delphos est le terminus d'une ligne de chemin de fer à voie étroite, le chemin de fer de Cleveland, Delphos et Saint Louis ("Cleveland, Delphos and St. Louis Railroad"), qui, initialement, ne conduit qu'à Mount Blanchard. En juin 1883, la ligne est prolongée jusqu'à Carey. Après diverses réorganisations et fusions de compagnies de chemins de fer, la ligne est reconstruite, en 1890, au gabarit normal. Le chemin de fer de Cleveland, Delphos et Saint Louis devient le chemin de fer de Pittsburg, Akron et de l'Ouest ("Pittsburg, Akron and Western Railroad", PA&W). Finalement, l'exploitant prend, en 1895, le nom de Chemin de fer de l'Ohio septentrional ("Northern Ohio Railway") et la ligne est louée au Chemin de fer du Lac Erié et de l'Ouest ("Lake Erie and Western Railroad"). Au XXe siècle, l'importance du canal décline, mais le chemin de fer prend la relève pour assurer l'accès aux marchés. Le canal est réhabilité à partir d'avril 2004.

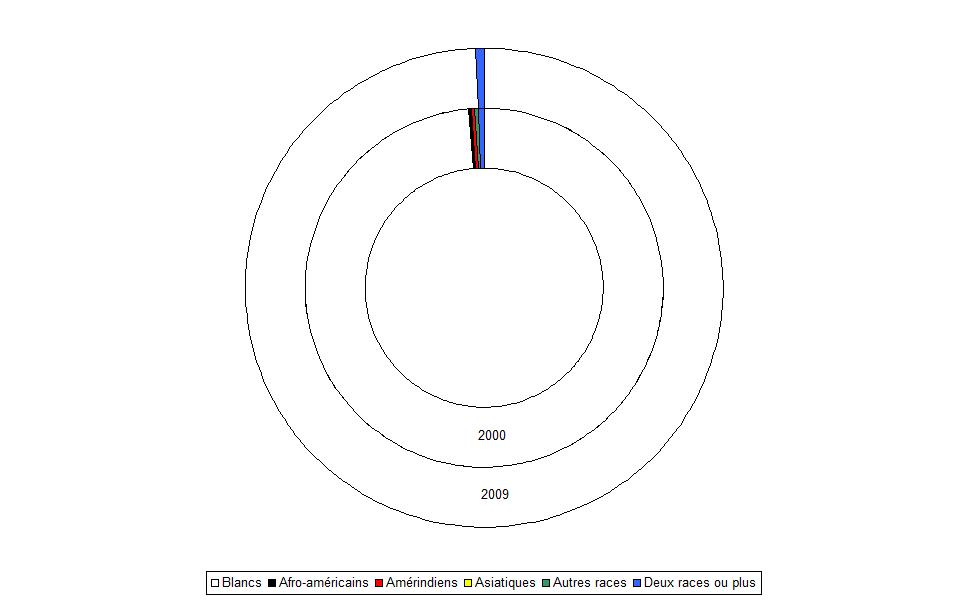
Composition ethnique de Delphos (Ohio).

## Démographie
La partie de Delphos située dans le comté d'Allen est incluse dans la zone statistique métropolitaine de Lima, siège de comté, alors que la partie située dans le comté de Van Wert appartient à la zone statistique micropolitaine de Van Wert.
| 1970  | 2000  | 2003  | 2006  | 2008  |
| ----- | ----- | ----- | ----- | ----- |
| 7 600 | 6 944 | 6 872 | 6 816 | 6 730 |

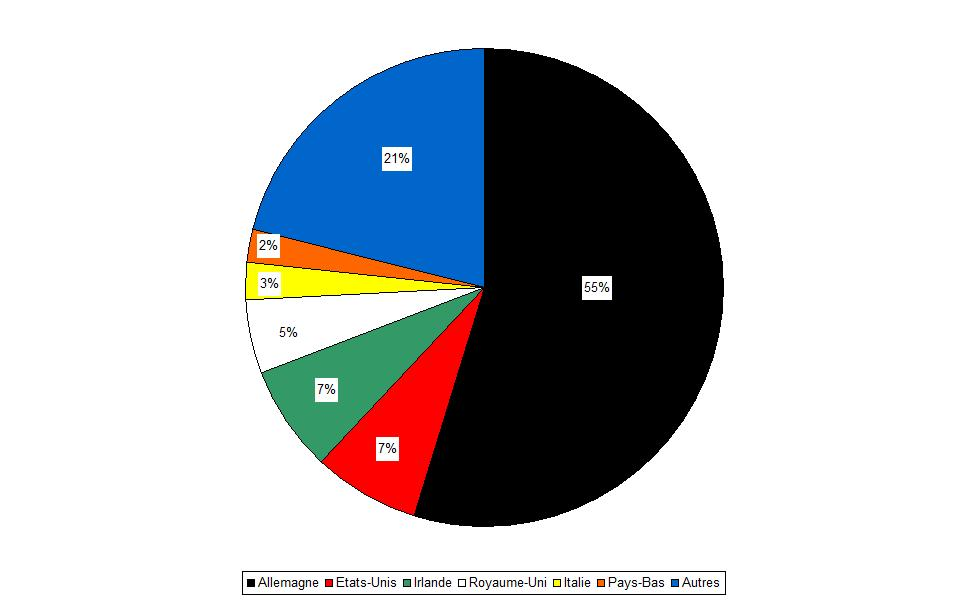
Origine des habitants de Delphos.

Delphos a une population de 6 730 habitants en juillet 2008. La baisse démographique est de 0,3 % par an depuis les années 1970. Le recensement de 2000 indique qu'il y a 2 717 foyers et 1 880 familles résidant dans la ville. La densité de population est de 897 habitants par km².
| Race               | 2000    | 2009   |
| ------------------ | ------- | ------ |
| Blancs             | 98,63 % | 98,1 % |
| Afro-Américains    | 0,27 %  |        |
| Amérindiens        | 0,14 %  |        |
| Asiatiques         | 0,19 %  |        |
| Autres races       | 0,24 %  |        |
| Deux races ou plus | 0,52 %  | 0,5 %  |

Les habitants de Delphos sont, en majorité, d'origine allemande. Les Hispaniques (Latinos) représentent 0,8 % de la population en 2009 (0,76 % en 2000). En 2009, 55 habitants étaient nés à l'étranger, soit 0,8 % de la population (3,0 % dans l'État de l'Ohio). Delphos compte une communauté haïtienne.

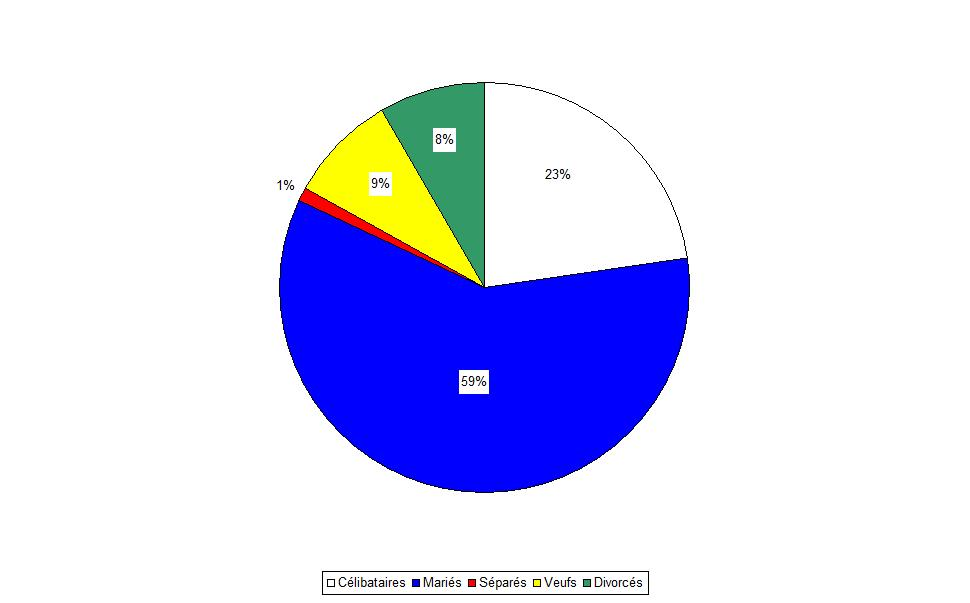
Situation familiale des habitants de Delphos âgés de plus de 15 ans en 2009.

33,8 % des foyers comprennent des enfants de moins de 18 ans, 55,2 % sont constitués de couples mariés et 9,9 % comportent une femme seule. 69,2 % des foyers sont des familles (67,3 % pour l'ensemble de l'Ohio). 27,2 % des foyers comportent une personne seule et 13,8 % une personne isolée de plus de 65 ans. 4,7 % des foyers sont des couples de concubins (5,2 % pour l'ensemble de l'Ohio). Les couples homosexuels constituent 0,1 % des foyers, pour les femmes, et 0,1 %, pour les hommes. La taille moyenne d'un foyer est 2,52 personnes (2,5 pour l'ensemble de l'Ohio) et celle d'une famille 3,08 personnes.

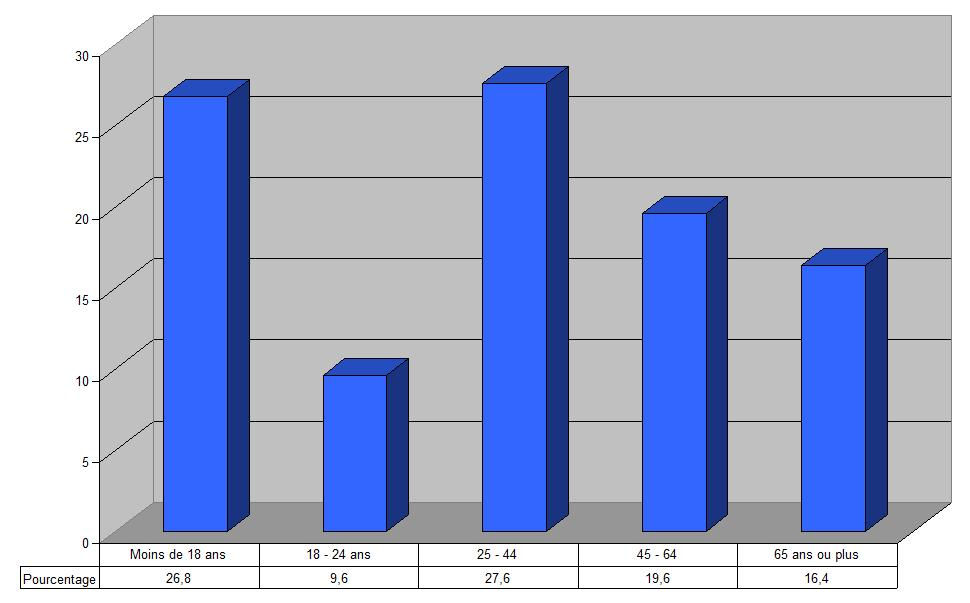
Composition de Delphos, selon l'âge, en 2000.

L'âge moyen de la population est de 36 ans, l'âge médian de 35,9 ans (36,2 ans dans l'ensemble de l'Ohio). Il y a 51,0 % de femmes et 49,0 % d'hommes (53 % et 47 % respectivement, pour les plus de 18 ans).
En 2009, 96 habitants habitent en maison de retraite et 6 personnes en communauté religieuse.
Delphos compte deux cimetières, celui du Westside et le cimetière Saint Jean.

## Santé
L'hôpital le plus proche est l'hôpital du Comté de Van Wert, à Van Wert, à 23 km.

## Culture
La bibliothèque publique de Delphos abrite 71 626 livres, 1 402 documents audio et 1 849 documents vidéo. Elle est abonnée à 289 périodiques. Son bénéfice d'exploitation s'élève à 601 095 $ (404 988 €) en 2009.
Les stations de radio les plus puissantes, à Delphos, sont WOWO, de Fort-Wayne (Indiana), à 1,190 MHz, WLW, de Cincinnati (Ohio), à 700 kHz, et FDF, de Flint (Michigan), à 910 kHz, pour la modulation d'amplitude. Pour la modulation de fréquence, ce sont WDOH, de Delphos, à 107,1 MHz, WIMT, de Lima (Ohio), à 102,1 MHz, et WBCJ, de Spencerville (Ohio), à 88,1 MHz. Outre WDOH, qui appartient à la Vogel Roach Corporation, Delphos compte une seconde station émettrice, WBIE, propriété de l'Association américaine des familles, qui émet en modulation de fréquence, à 91,5 MHz.
Le journal de Delphos est le Daily Herald. Fondé en 1869, il couvre les nouvelles locales, le sport et les affaires. Il est publié quotidiennement, sauf le dimanche, à 3 682 exemplaires. Sa rédactrice en chef est Nancy Spencer.
Delphos compte, en 2009, 51 radio-amateurs licenciés.

## Tourisme

### Fête
Chaque année, la ville fête les Journées du canal ("Canal Days Festival", en anglais). Leur origine remonte aux années 1950, avec leDollar Days/Car Show Festival, durant lequel avait lieu un grand défilé de vieilles voitures classiques (27 ans et plus). Le Festival actuel comporte un défilé de voitures, une parade de majorettes, un concours de karaoké, et une exposition de tracteurs.
En 2007, le festival a eu lieu du 14 au 16 septembre, et, en 2009, du 17 au 20 septembre.

### Attractions
Delphos compte deux parcs, le Parc du stade et le Parc de la ville de Delphos. On peut y visiter le Musée de la Commission du canal de Delphos. Il y a également un Musée d'histoire postale

### Hébergement
Delphos comporte deux hôtels, le Motel Arrow et le Microtel Inn & Suites.

## Société

### Criminalité
Avec un indice de 163,8 en 2007 (198,0 en 2006), la criminalité est beaucoup plus faible à Delphos que dans le reste des États-Unis (indices 309,6 et 302,7, respectivement, en 2006 et 2007). En 2007, 11 délinquants sexuels résidaient à Delphos (soit un pour 612 habitants).
| Crimes         | 2006 | 2007 |
| -------------- | ---- | ---- |
| Viol           | 4    | 5    |
| Voies de fait  | 3    | 2    |
| Cambriolage    | 56   | 47   |
| Vol            | 137  | 84   |
| Vol de voiture | 4    | 1    |

La police de Delphos emploie, en 2006, 18 personnes, dont 14 officiers. Cela représente 2,08 officiers pour 1 000 habitants (la moyenne, aux États-Unis, est de 3,00). Les forces de police sont équipées de tasers depuis 2009.

### Accidents
Entre 1975 et 2008, Delphos a enregistré 3 accidents de la route mortels (45 pour 100 000 habitants, contre 320 pour 100 000 en moyenne, dans l'ensemble de l'État). Ces accidents ont impliqué quatre véhicules (59 pour 100 000 habitants, 480 pour 100 000 habitants pour l'ensemble de l'Ohio). Un seul a été causé par une personne en état d'ivresse (15 pour 100 000 habitants, Ohio : 130 pour 100 000 habitants). 3 décès ont été enregistrés (45 pour 100 000 habitants, contre 350 pour 100 000 en moyenne, dans l'ensemble de l'État). Aucun n'a impliqué de piéton.

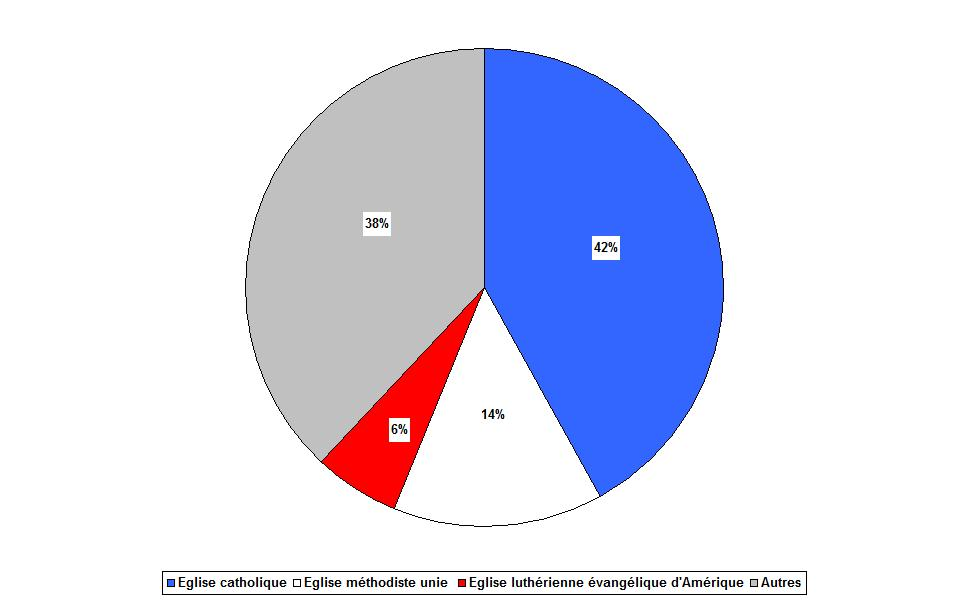
Répartition des fidèles s elon les confessions (2009)

### Religion
Delphos abrite six églises : l'Église de la Première assemblée de Dieu, l'Église de la Première union chrétienne, la Première église unie presbytérienne, l'Église catholique Saint Jean l'Evangéliste, l'Église évangélique luthérienne Saint Pierre et l'Église méthodiste unie de la Trinité. L'église la plus importante est l'église catholique.

## Jumelage
Delphos est jumelée avec Verl. L'accord de jumelage est signé en 1999 par le maire de Delphos, John Sheeter, et le bourgmestre de Verl, Josef Lakaemper.

## Personnalités liées à la ville
L'acteur de cinéma Neely Edwards (1883-1965) est né le 16 septembre 1883 à Delphos.
Zane Grey (1872-1939), écrivain, auteur principalement de romans sur le Far-West, a joué au baseball dans l'équipe de Delphos.
- Leslie Peltier, astronome amateur et découvreur de nombreuses comètes et étoiles variables.